# Вест Паско (Вашингтон)
Вест Паско (енгл. West Pasco) насељено је место без административног статуса у америчкој савезној држави Вашингтон.

## Демографија
По попису из 2010. године број становника је 3.739, што је 890 (-19,2%) становника мање него 2000. године.
| Група             | 2000.         | 2010.         |
| Белци             | 3.976 (85,9%) | 2.862 (76,5%) |
| Афроамериканци    | 51 (1,1%)     | 36 (1,0%)     |
| Азијати           | 54 (1,2%)     | 54 (1,4%)     |
| Хиспаноамериканци | 464 (10,0%)   | 698 (18,7%)   |
| Укупно            | 4.629         | 3.739         |